# Monument aux pionniers belges au Congo
Le Monument aux pionniers belges au Congo est un monument édifié par le sculpteur Thomas Vinçotte dans le parc du Cinquantenaire à Bruxelles (Belgique) pour commémorer le souvenir des explorateurs, missionnaires et soldats qui ont œuvré à la colonisation du Congo.

## Historique
Le monument a été conçu par le sculpteur Thomas Vinçotte, dont on trouve la signature en bas à droite.
Commandé en 1911, deux ans après la mort du roi Léopold II, le monument ne sera achevé qu'en 1921, à cause de la Première Guerre mondiale. Bien que contemporaine de l'apparition de l'expressionnisme et du modernisme, l'œuvre se rattache clairement au monde de l'avant-guerre.
Il fait l'objet d'un classement au titre des monuments historiques depuis le 18 novembre 1976 au même titre que l'ensemble du parc du Cinquantenaire.

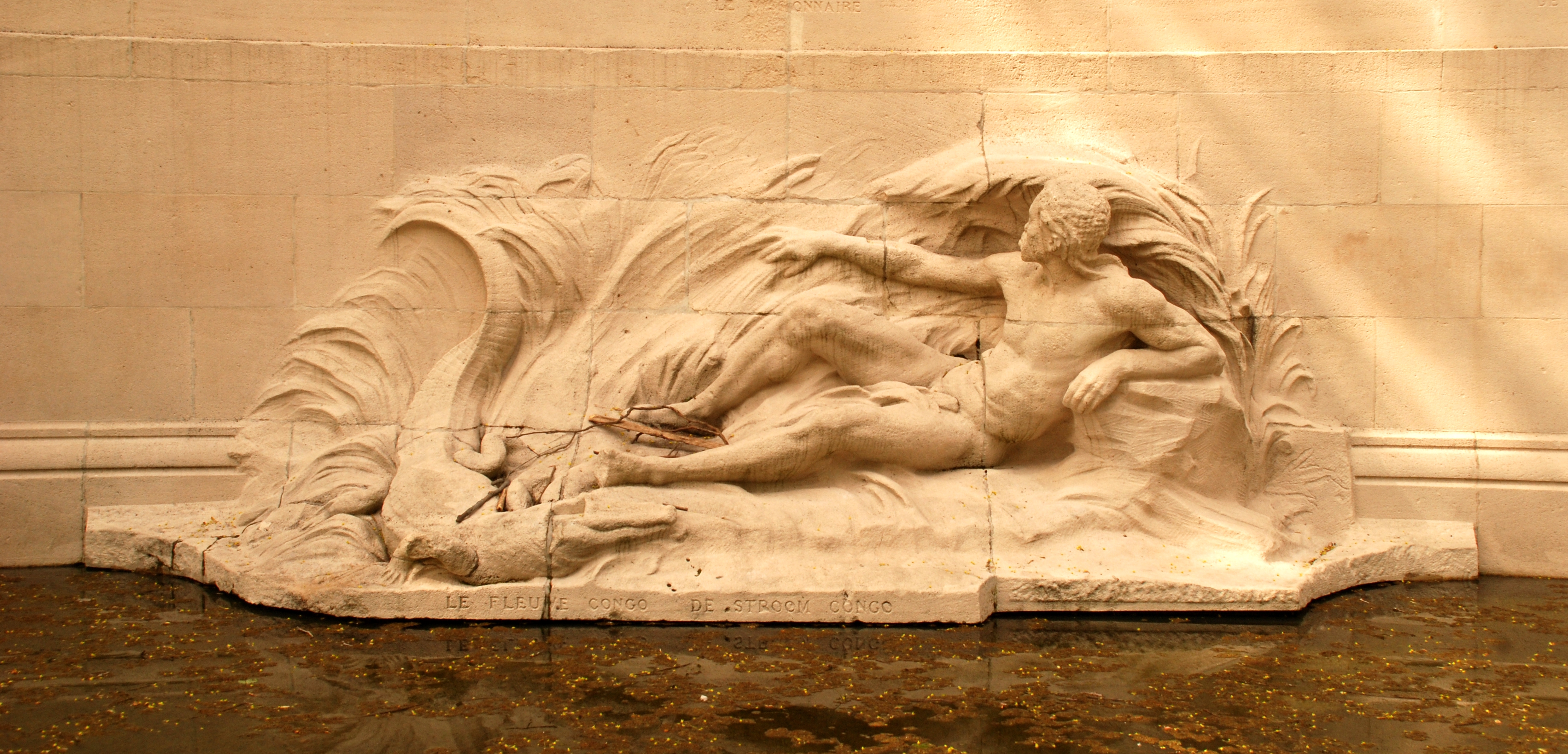
Représentation allégorique du fleuve Congo.

## Description
Édifié en pierre d'Euville, le monument semi-circulaire est précédé d'une vasque à laquelle mène un escalier comportant trois degrés.
Au bord du bassin, un jeune Congolais étendu dans la végétation, avec un crocodile à ses pieds, représente le fleuve Congo comme l'indique la mention bilingue « Le fleuve Congo / De stroom Congo » gravée dans la pierre à la base de ce groupe.
Au-dessus de cette représentation allégorique du fleuve Congo prend place une large frise sculptée composée de trois parties qui se lisent de droite à gauche : « les Explorateurs » (à droite) et « le Missionnaire » (au centre) emmènent des Congolais vers un homme barbu entouré de soldats (à gauche) sous lequel est gravée la mention « Les Belges au Congo ».

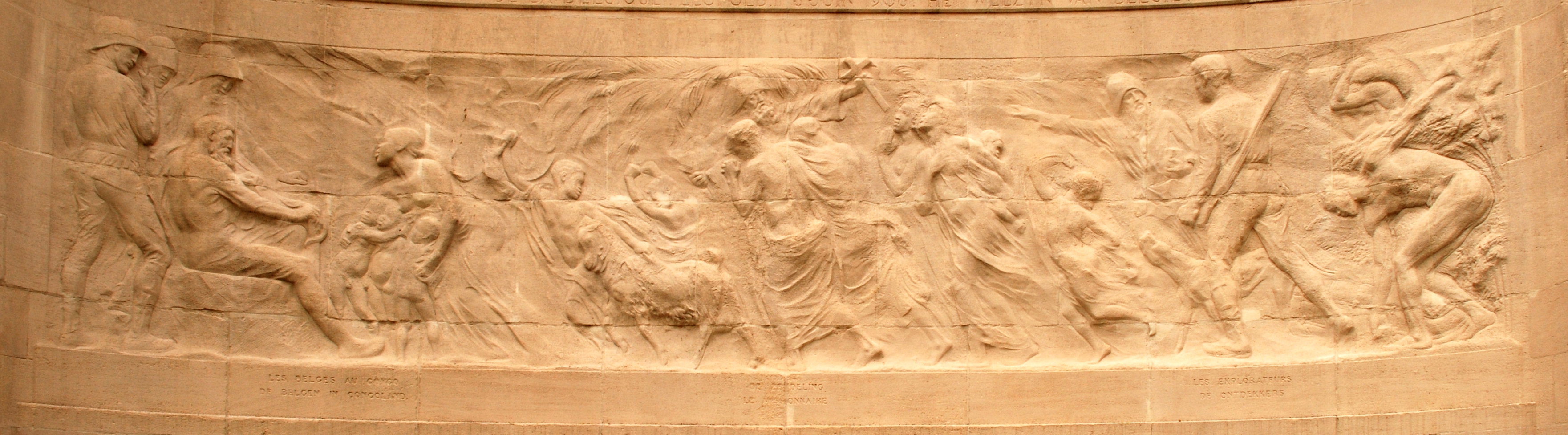
Frise « Les Belges au Congo ».

L'extrémité gauche du monument porte un groupe sculpté représentant un esclavagiste jeté au sol et soumis par un soldat belge. Cette sculpture intitulée « L'héroïsme militaire belge anéantit l'(Arabe) esclavagiste / De belgische militaire heldenmoed verdelgt den (arabische) slavendrijver » illustre la campagne menée par le baron Dhanis contre les marchands d’esclaves.
À la suite d'une polémique due à la présence toute proche de la Grande Mosquée de Bruxelles, située à 150 m à peine du monument, le mot « arabe » et sa traduction en néerlandais ont été martelés en un premier temps avant d'être restaurés en 1992, à la demande du Cercle royal des anciens Officiers des Campagnes d’Afrique pour être ensuite à nouveau effacés.
L'extrémité droite du monument porte un autre groupe sculpté représentant un soldat belge protégeant son officier, sculpture intitulée « Le soldat belge se dévoue pour son chef blessé à mort / De belgische soldaat offert zijn leven voor zijnen ter dode gekwetsten overste ».

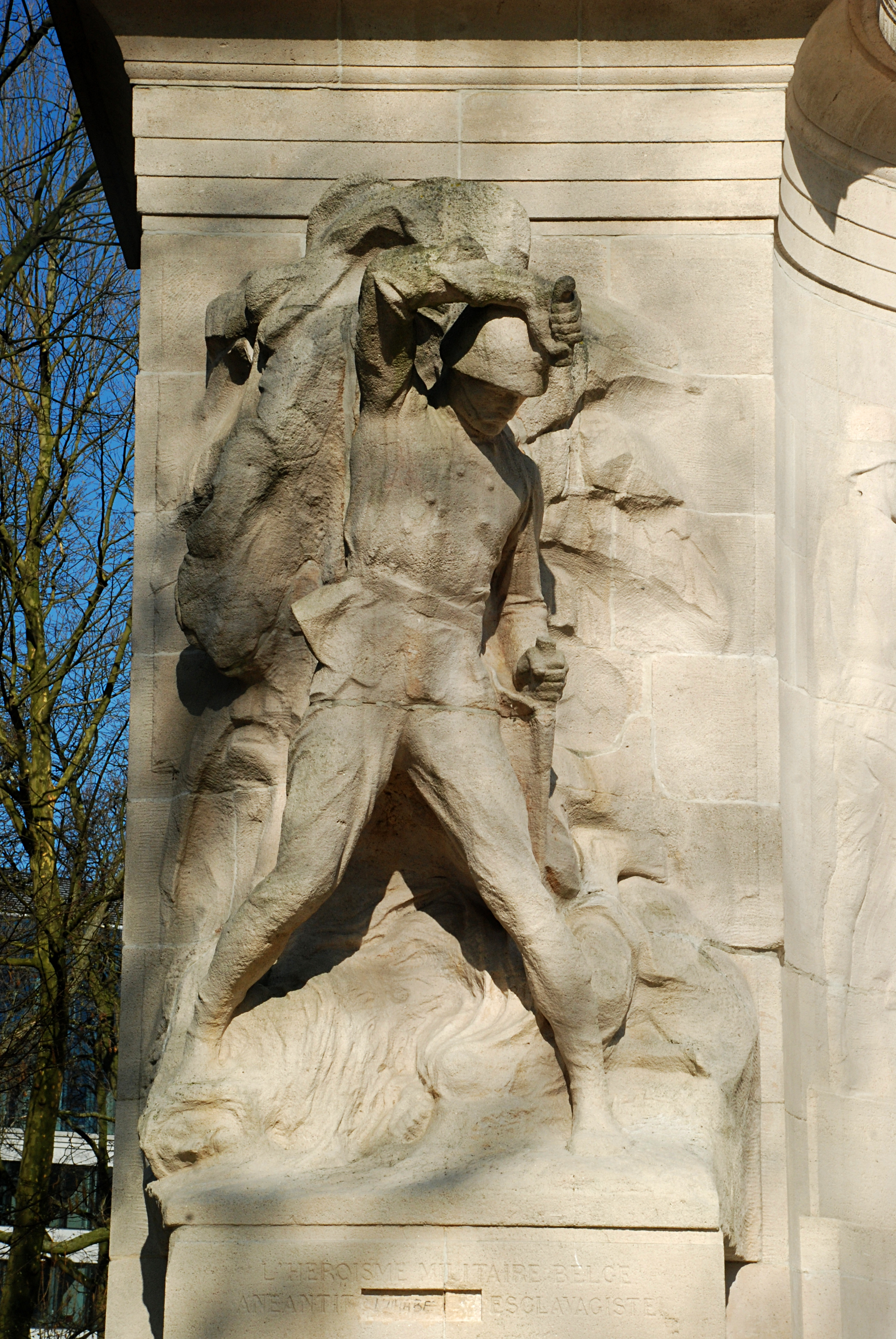
« L'héroïsme militaire belge anéantit l'(Arabe) esclavagiste ».
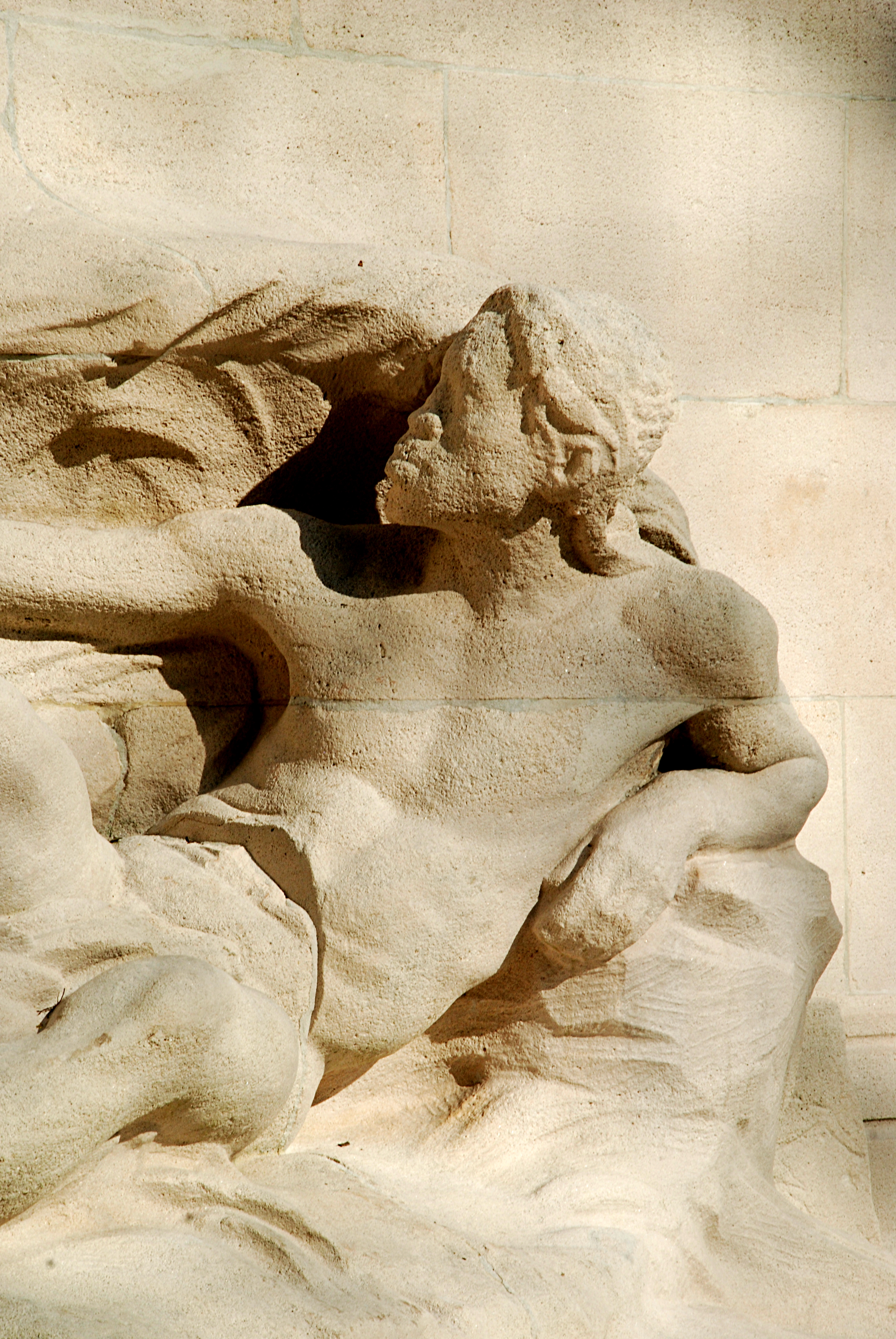
« Le fleuve Congo ».
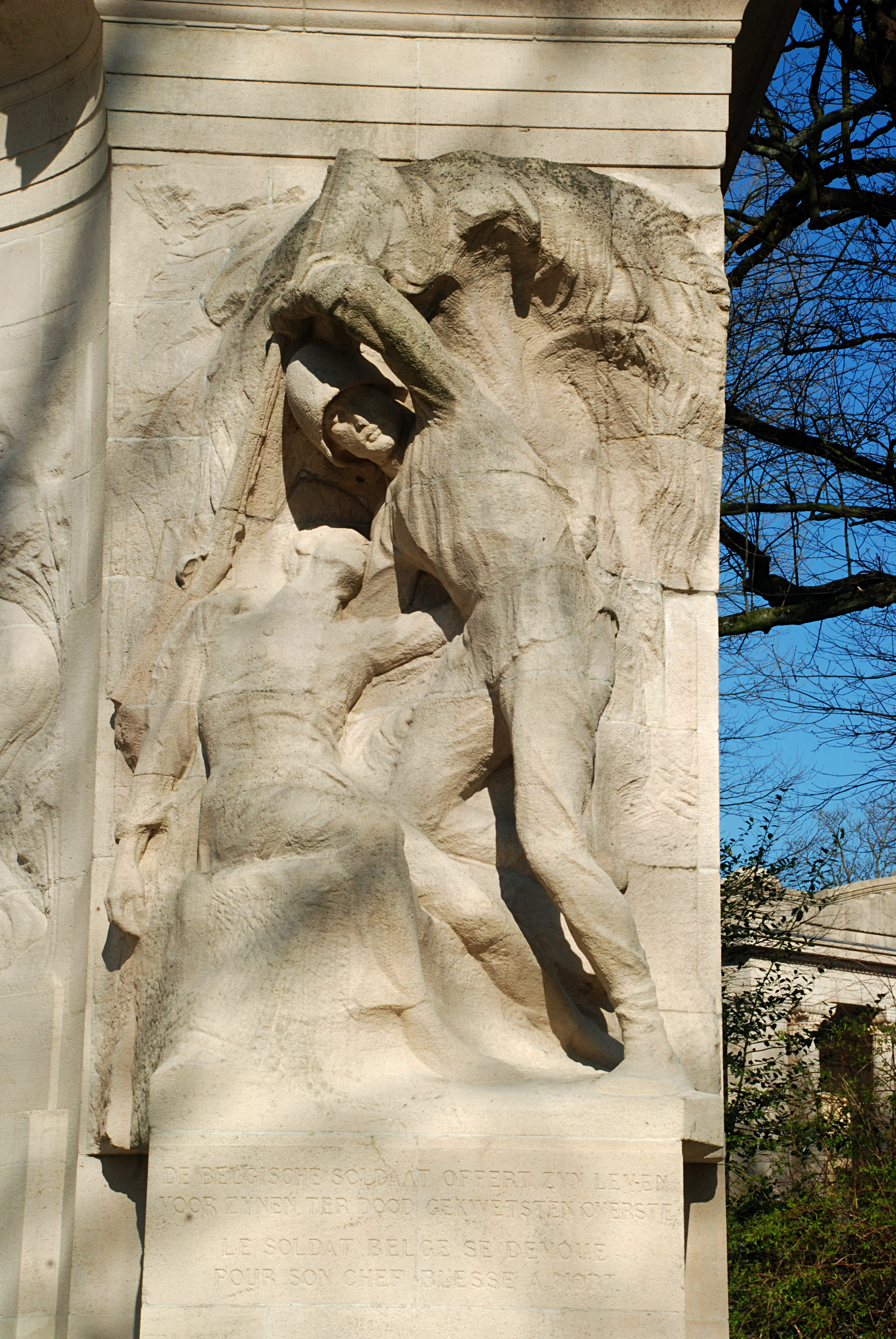
« Le soldat belge se dévoue pour son chef blessé à mort ».

La grande frise sculptée est surmontée d'un large entablement dont la frise porte l'inscription : « J'ai entrepris l'œuvre du Congo dans l'intérêt de la civilisation et pour le bien de la Belgique. Ik heb het Congo werk ondernomen in het belang der beschaving en voor het welzijn van België. Léopold II 3 juin 1906 » et dont la corniche mentionne « Opgericht ter eere der eerste belgische baanbrekers / Monument élevé aux premiers pionniers belges ».
Enfin, le monument est surmonté d'un groupe sculpté allégorique légendé « La race noire accueillie par la Belgique / Het zwarte ras door België onthaald » représentant une femme assise tenant un flambeau, qui ouvre son voile à une Africaine lui présentant son enfant. Selon Pierre Loze, Dominique Vautier et Marina Vestre, « la figure de la Belgique est d'une troublante beauté, plus charnelle qu'allégorique dans son geste d'accueil de la race noire ».

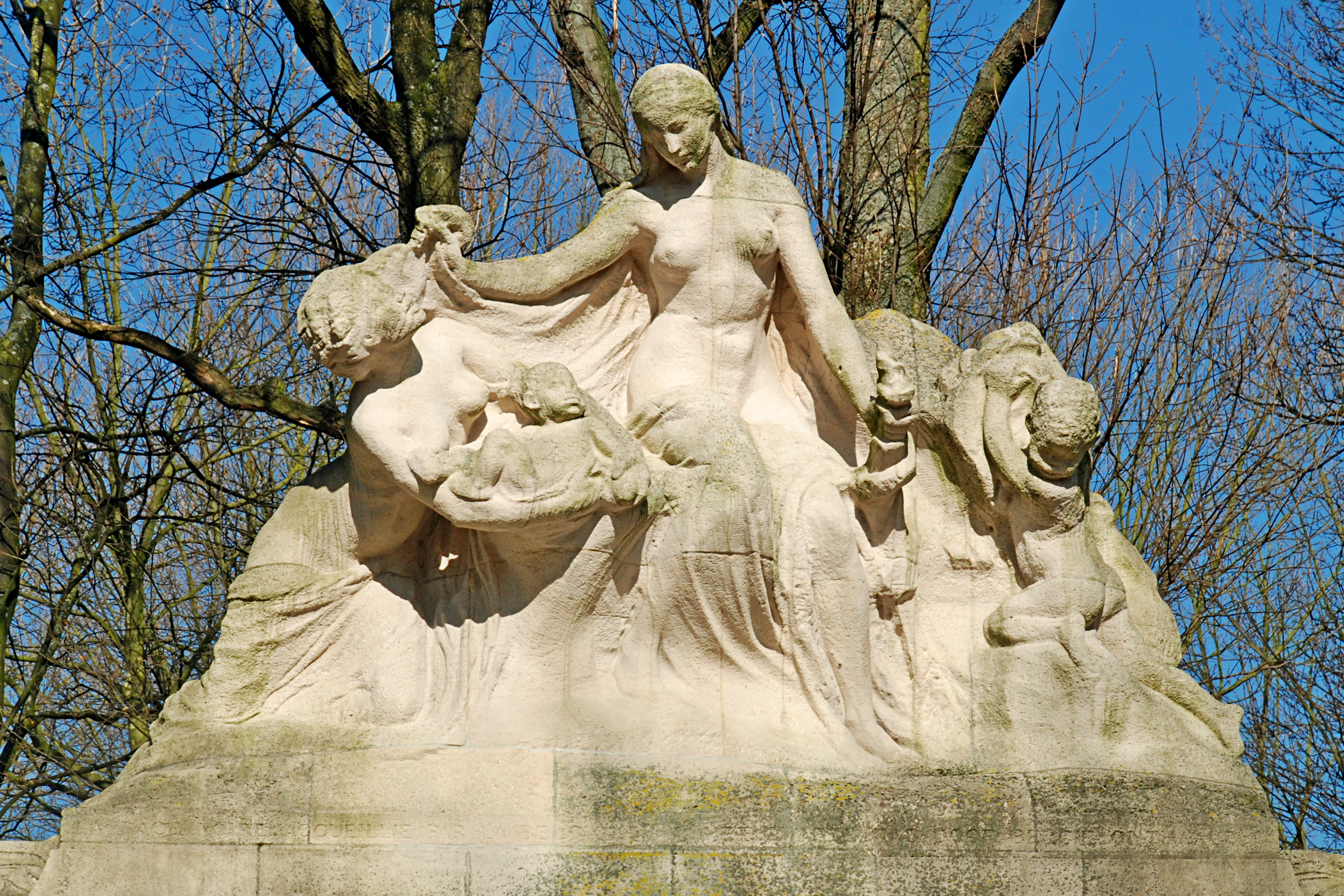
« La race noire accueillie par la Belgique ».

## Accessibilité
| ___ | Ce site est desservi par la station de métro : Schuman. |